# 19 czerwca
19 czerwca jest 170. (w latach przestępnych 171.) dniem w kalendarzu gregoriańskim. Do końca roku pozostaje 195 dni.

## Święta
- Imieniny obchodzą: Bonifacy, Borzysław, Gaudencjusz, Gaudenty, Gerwazy, Grymilda, Juliana, Julianna, Michalina, Otto, Odon, Protazy, Romuald i Romualda.
- Międzynarodowe – Światowy Dzień Anemii Sierpowatej (UNESCO od 2009)[1]
- Stany Zjednoczone – Juneteenth, święto wyzwolenia od niewolnictwa

Wspomnienia i święta w Kościele katolickim obchodzą:
- święci: Gerwazy i Protazy (męczennicy)
- św. Juliana Falconieri (serwitka)
- bł. Michalina Metelli (Michalina z Pesaro, wdowa, franciszkanka)
- św. Romuald z Camaldoli (założyciel zakonu kamedułów)

## Wydarzenia w Polsce
- 1205 – Zwycięstwo wojsk małopolskich nad ruskimi w bitwie pod Zawichostem.
- 1431 – Wielki mistrz zakonu krzyżackiego Paul Bellitzer von Russdorff zawarł przymierze z buntującym się przeciwko Polsce wielkim księciem litewskim Świdrygiełłą, co doprowadziło do wybuchu wojny polsko-krzyżackiej (1431-35).
- 1454 – Wojna trzynastoletnia: stany i miasta dolnopruskie złożyły w Królewcu hołd królowi Kazimierzowi IV Jagiellończykowi.
- 1540 – Pożar strawił dach, dzwony i hełm północnej wieży archikatedry św. Jana Chrzciciela we Wrocławiu.
- 1617 – Po zawarciu pokoju w Stołbowie z Rosją i zerwaniu trwającego od 1611 roku zawieszenia broni z Polską Szwedzi zaatakowali znienacka twierdzę Dyjament u ujścia Dźwiny – początek III wojny polsko-szwedzkiej.
- 1669 – Michał Korybut Wiśniowiecki został wybrany na króla Polski.
- 1697 – Przeprowadzono koekwację praw Korony Królestwa Polskiego i Wielkiego Księstwa Litewskiego.
- 1768 – Konfederacja barska: wojska rosyjskie zdobyły Bar.
- 1831 – Powstanie listopadowe: zwycięstwa wojsk rosyjskich w bitwach: pod Budziskami, pod Łysobykami i pod Ponarami.
- 1926 – W Warszawie odbyła się prapremiera opery Król Roger Karola Szymanowskiego.
- 1927 – Podniesiono banderę na statku pasażerskim „Gdańsk”.
- 1930 – Do Gdyni przypłynął zakupiony we Francji (początkowo niemiecki) żaglowiec szkolny „Dar Pomorza”.
- 1941 – Miała miejsce ostatnia przed atakiem Niemiec na ZSRR masowa deportacja na wschód „wrogich elementów” i ich rodzin z Kresów Wschodnich II RP.
- 1943:
  - Polski Oddział Partyzancki z Ośrodka AK Stołpce zdobył miasteczko Iwieniec w powiecie wołożyńskim i rozbił tamtejszy garnizon niemiecki. Wydarzenia te przeszły do historii jako powstanie iwienieckie.
  - Niemcy rozstrzelali około 500 Żydów w czasie akcji likwidacyjnej getta w Zbarażu.
- 1955 – Na Górze Świętej Anny odsłonięto Pomnik Czynu Powstańczego.
- 1956 – Wprowadzono nowy wzór tablic rejestracyjnych.
- 1963 – Rozpoczął się I Krajowy Festiwal Piosenki Polskiej w Opolu.
- 1967 – Podczas przemówienia na kongresie związków zawodowych w Warszawie Władysław Gomułka nazwał Żydów mieszkających w Polsce „piątą kolumną”.
- 1969 – Założono Wyższą Szkołę Nauczycielską, obecnie Uniwersytet Humanistyczno-Przyrodniczy Jana Kochanowskiego w Kielcach.
- 1971 – Otwarto kołobrzeskie molo.
- 1976 – W Łodzi otwarto kąpielisko „Fala”.
- 1983 – Uroczysta koronacja wizerunków maryjnych z Brdowa, Lubaczowa, Stoczka Klasztornego i Zielenic, dokonana przez papieża Jana Pawła II na Jasnej Górze w Częstochowie.
- 1988 – Odbyły się wybory do Rad Narodowych.
- 1994 – Odbyły się wybory samorządowe.
- 1997 – Sejm RP przyjął ustawę powołującą Uniwersytet w Białymstoku.
- 1999 – W Katowicach odsłonięto pomnik Wojciecha Korfantego.
- 2007:
  - Pielęgniarki rozpoczęły protest pod Kancelarią Prezesa Rady Ministrów. Cztery z nich zaczęły okupować budynek, co doprowadziło do powstania tzw. „białego miasteczka”.
  - W swej celi w Areszcie Śledczym w Olsztynie został znaleziony martwy Wojciech Franiewski, przywódca grupy, która porwała i zamordowała Krzysztofa Olewnika.

## Wydarzenia na świecie

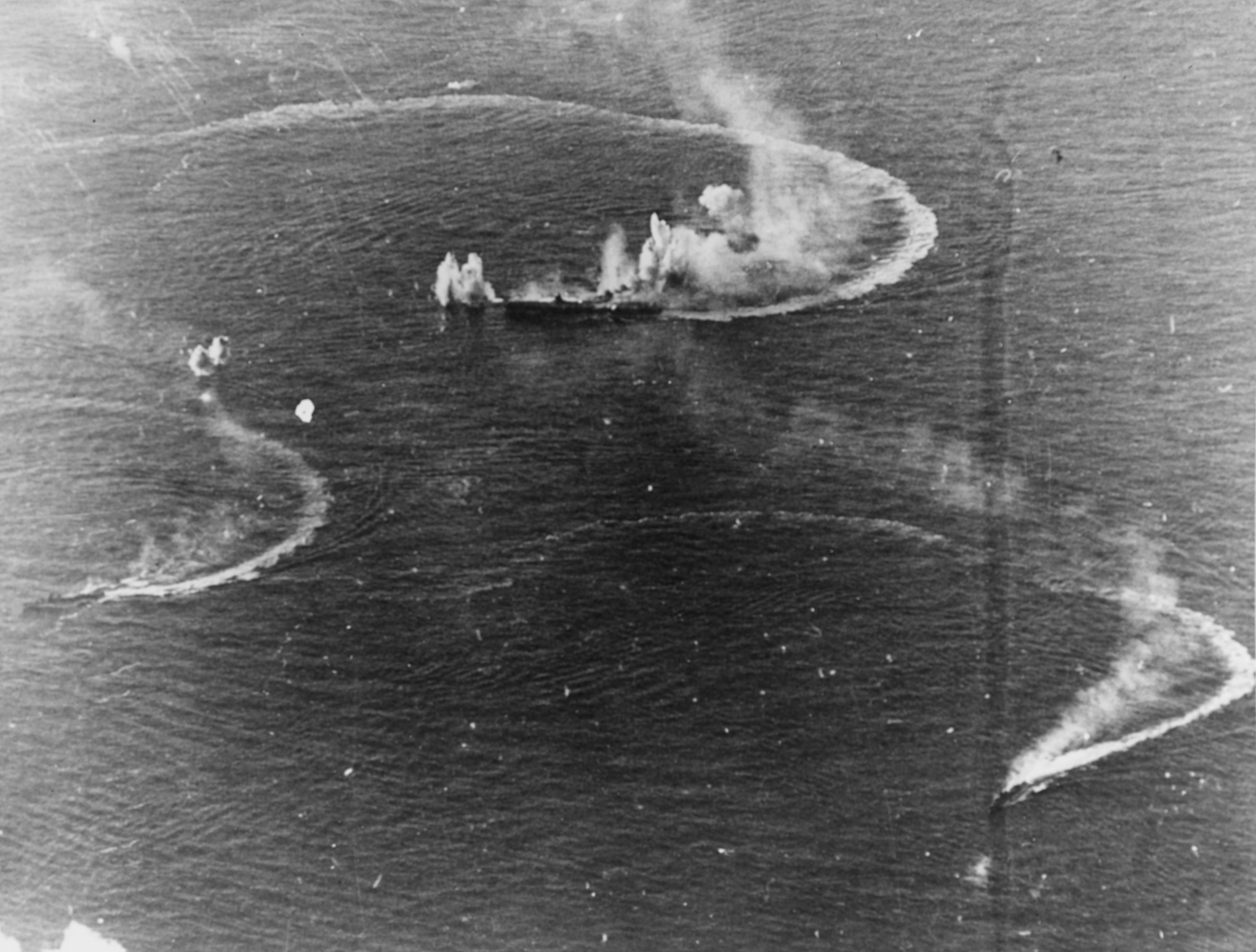
Japoński lotniskowiec „Zuikaku” i dwa niszczyciele w trakcie bitwy na Morzu Filipińskim (1944)

- 936 – Ludwik IV Zamorski został koronowany w Reims na króla zachodniofrankijskiego.
- 1097 – I wyprawa krzyżowa: krzyżowcy zdobyli twierdzę Nikea (İznik).
- 1179 – Wojska króla Norwegii Magnusa V zostały pokonane w bitwie pod Kalvskinnet(inne języki) przez uzurpatora Sverre Sigurdssona.
- 1306 – Zwycięstwo wojsk angielskich nad szkockimi w bitwie pod Methven.
- 1308 – 3-letni książę Morikuni został siogunem po abdykacji swego ojca Hisaakiego.
- 1419 – Koreańska flota złożona z 227 okrętów i 17 tys. żołnierzy pod dowództwem generała Yi Jong Mu(inne języki) wyruszyła na Cuszimę w celu oczyszczenia jej z piratów.
- 1472 – Wielki pożar Erfurtu.
- 1551 – Podczas wojny o odbudowę imperium król Birmy i jej dominiów Bayinnaung przerwał trzymiesięczne oblężenie miasta Pyain w celu wzmocnienia swojej armii.
- 1613 – Założono Narodowy Uniwersytet w Kordobie (Hiszpania).
- 1633 – Wojna polsko-rosyjska (1632-34): z powodu dezercji Kozaków rejestrowych książę Jeremi Wiśniowiecki został zmuszony do zwinięcia oblężenia Putywla.
- 1674 – Zwycięstwo wojsk moskiewskich nad kozackimi w bitwie pod Śmiałą.
- 1678 – Zostało wydane orzeczenie rządowe nakazujące spalenie całego nakładu dzieła Histoire critique du Vieux Testament księdza i biblisty Richarda Simona, w którym m.in. podał on w wątpliwość Mojżeszowe autorstwo Pięcioksięgu.
- 1722 – Antonio Manoel de Vilhena został wielkim mistrzem zakonu joannitów.
- 1747 – Adil Szah(inne języki) został szachem Persji.
- 1798 – Rewolucja irlandzka: zwycięstwo wojsk brytyjskich nad powstańcami irlandzkimi w bitwie pod Ovidstown(inne języki).
- 1799 – II koalicja antyfrancuska: zwycięstwo wojsk rosyjsko-austriackich nad francuskimi w bitwie nad Trebbią.
- 1800 – II koalicja antyfrancuska: zwycięstwo wojsk francuskich nad austriackimi w bitwie pod Höchstädt(inne języki).
- 1815 – 100 dni Napoleona: taktyczne zwycięstwo wojsk francuskich i strategiczne pruskich w bitwie pod Wavre.
- 1825 – W Paryżu odbyła się premiera opery Podróż do Reims Gioaccina Rossiniego.
- 1837 – W Brukseli została założona Biblioteka Królewska Belgii.
- 1862 – W Genewie wyjechał na ulice pierwszy tramwaj konny.
- 1863 – Wojna secesyjna: nierozstrzygnięta bitwa pod Middleburgiem(inne języki).
- 1865 – W Galveston w Teksasie generał armii unijnej Gordon Granger(inne języki) proklamował emancypację teksańskich niewolników – rocznica tego wydarzenia jest obchodzona jako święto Juneteenth
- 1867 – Zostali rozstrzelani przez repubikanów: cesarz Meksyku Maksymilian I, były prezydent marszałek Miguel Miramón i generał Tomás Mejía.
- 1875 – W Hercegowinie wybuchło powstanie antytureckie.
- 1894 – Uganda została proklamowana brytyjskim protektoratem.
- 1895 – W Cesarstwie Austriackim utworzono rząd Ericha von Kielmansegga.
- 1900 – Została zarejestrowana Fundacja Nobla.
- 1902:
  - Jerzy I Wettyn został królem Saksonii.
  - Otwarto linię kolejową Windhuk – Kranzberg w Namibii.
- 1903 – Na wyposażenie armii amerykańskiej został przyjęty karabin powtarzalny Springfield M1903.
- 1907 – Założono klub piłkarski HJK Helsinki.
- 1910 – W Spokane w amerykańskim stanie Waszyngton po raz pierwszy obchodzono Dzień Ojca.
- 1913 – Sformowano Meksykańskie Siły Powietrzne.
- 1914 – W wyniku eksplozji w kopalni węgla kamiennego w Hillcrest(inne języki) w kanadyjskiej prowincji Alberta zginęło 189 górników.
- 1917:
  - I wojna światowa: przechodzący nieopodal tunezyjskiej Bizerty próby morskie po niedawnym remoncie francuski okręt podwodny „Ariane” został storpedowany i zatopiony przez niemiecką jednostkę tej samej klasy SM UC-22, w wyniku czego zginęło 21 członków jego załogi.
  - Léon Kauffman został premierem Luksemburga.
- 1921 – Zigfrīds Meierovics został premierem Łotwy.
- 1932 – Janusz Kusociński ustanowił w Antwerpii rekord świata w biegu na 3000 m (8:18,8 s).
- 1936 – Axel Pehrsson-Bramstorp został premierem Szwecji.
- 1938:
  - W finale rozgrywanych we Francji III Mistrzostw Świata w Piłce Nożnej Włochy pokonały Węgry 4:2.
  - W wyniku runięcia mostu nad Custer Creek koło Saugus(inne języki) w amerykańskim stanie Montana pod przejeżdżającym po nim pociągiem ekspresowym zginęło 47 osób, a 75 zostało rannych.
- 1940 – Kampania francuska: wojska niemieckie zdobyły Brest.
- 1941:
  - Rozpoczęła się bitwa pod Mardż Ujun we Francuskim Libanie między wojskami brytyjskimi i Francji Vichy.
  - W Berlinie na spotkaniu przedstawicieli Białoruskiego Komitetu Samopomocy i Przedstawicielstwa Białoruskiego powołano Białoruskie Centrum Narodowe.
- 1942:
  - Aby uniknąć powrotu do sierocińca 16-letnia Marilyn Monroe wyszła za mąż za 21-letniego robotnika Jamesa Doughertyʼego.
  - Muhammad VII został bejem Tunisu.
  - Rozpoczęła się sześciodniowa II konferencja waszyngtońska z udziałem prezydenta Franklina Delano Roosevelta i premiera Winstona Churchilla. Na spotkaniu ustalono szkic operacji lądowania w Afryce Północnej oraz plany otwarcia tzw. drugiego frontu w Europie Zachodniej lub Południowej.
- 1944 – Wojna na Pacyfiku: rozpoczęła się bitwa na Morzu Filipińskim.
- 1945:
  - Czechosłowaccy żołnierze dokonali pod Przerowem masakry 265 karpackich Niemców i Węgrów, w tym 120 kobiet i 74 dzieci.
  - W pożarze w kopalni rudy miedzi „El Teniente” koło Machalí w środkowym Chile zginęło 355 górników (głównie w wyniku zaczadzenia), a 747 odniosło obrażenia.
- 1953 – W więzieniu Sing Sing pod Nowym Jorkiem wykonano wyroki śmierci na Ethel i Juliusowi Rosenbergach, skazanych za szpiegostwo na rzecz ZSRR.
- 1956 – W ramach operacji „Mosaic” Wielka Brytania przeprowadziła nad australijskim archipelagiem Montebello(inne języki) drugą atmosferyczną próbę atomową.
- 1958 – Założono Amursk na rosyjskim dalekim wschodzie.
- 1960 – Podczas wyścigu Formuły 1 o Grand Prix Belgii na torze koło Spa zginęli w wypadkach brytyjscy kierowcy: Chris Bristow i Alan Stacey. Tego samego dnia, w trakcie wyścigu serii AAA na Langhorne Speedway(inne języki) koło Filadelfii zginął również amerykański kierowca Jimmy Bryan.
- 1961 – Kuwejt uzyskał niepodległość (od Wielkiej Brytanii).
- 1963 – Rozpoczęło się konklawe na którym 21 czerwca na następcę zmarłego papieża Jana XXIII wybrano Pawła VI.
- 1964:
  - Klątwa Kennedych: senator Ted Kennedy został ciężko ranny w katastrofie lotniczej.
  - Założono holenderski klub piłkarski SC Cambuur.
- 1965:
  - Gen. Nguyễn Cao Kỳ został premierem Wietnamu Południowego.
  - Pilot i 8 osób na ziemi zginęło w katastrofie włoskiego samolotu myśliwsko-szturmowego Fiat G.91, który runął na parking w trakcie pokazów w ramach odbywającego się w Paryżu Międzynarodowego Salonu Lotniczego.
  - Prezydent Algierii Ahmad Ben Bella został odsunięty od władzy przez wiceprezydenta Huariego Bumediena, który zajął jego miejsce.
- 1966 – W Indiach założono nacjonalistyczno-prawicową partię hinduistyczną Shiv Sena (Armia Śiwy).
- 1970:
  - Edward Heath został premierem Wielkiej Brytanii.
  - Podpisano Układ o Współpracy Patentowej (PCT).
- 1974 – W swym drugim meczu grupowym podczas rozgrywanych w RFN X Mistrzostwach Świata w Piłce Nożnej Polska pokonała w Monachium Haiti 7:0.
- 1976 – Król Szwecji Karol XVI Gustaw poślubił Niemkę Sylwię Sommerlath.
- 1978 – W amerykańskiej prasie ukazał się pierwszy komiksowy odcinek z serii przygód kota Garfielda Jima Davisa.
- 1982 – W swym drugim meczu grupowym podczas rozgrywanych w Hiszpanii XII Mistrzostwach Świata w Piłce Nożnej Polska zremisowała bezbramkowo w La Coruni z Kamerunem.
- 1983 – Przywódcy i szefowie rządów ówczesnych 10 krajów członkowskich Wspólnot Europejskich podpisali Deklarację Stuttgarcką.
- 1985 – W dokonanym przez organizację Abu Nidala zamachu bombowym w porcie lotniczym we Frankfurcie nad Menem zginęły 3 osoby, a 74 zostały ranne.
- 1987:
  - 21 osób zginęło, a 45 zostało rannych w zamachu bombowym dokonanym przez ETA na parkingu przed supermarketem w Barcelonie.
  - W katastrofie samolotu pasażerskiego Jak-40 w Berdiańsku na Ukrainie zginęło 8 spośród 29 osób na pokładzie.
- 1988 – Papież Jan Paweł II kanonizował 117 męczenników wietnamskich.
- 1989 – Premiera filmu fantasy Batman w reżyserii Tima Burtona.
- 1991 – Ostatni żołnierze Armii Radzieckiej opuścili Węgry.
- 1992 – Marc Bazin został premierem i tymczasowym prezydentem Haiti.
- 1995 – Czeczeńscy terroryści pod osłoną zakładników opuścili Budionnowsk w Kraju Stawropolskim, w którym od ataku na miasto 14 czerwca przetrzymywali w szpitalu około 2 tys. osób.
- 1999:
  - Ministrowie edukacji 29 krajów europejskich podpisali Deklarację Bolońską.
  - Podczas sesji MKOl w Seulu na organizatora XX Zimowych Igrzysk Olimpijskich w 2006 roku został wybrany Turyn.
- 2000 – W kontenerze ciężarówki w angielskim porcie Dover znaleziono 58 ciał uduszonych nielegalnych chińskich emigrantów.
- 2004 – Odkryto zagrażającą Ziemi planetoidę (99942) Apophis.
- 2006 – Portret Adele Bloch-Bauer I autorstwa austriackiego malarza Gustava Klimta został sprzedany za rekordowych 135 mln dolarów.
- 2007:
  - 87 osób zginęło, a ponad 220 zostało rannych w wyniku samobójczego ataku bombowego kierowcy ciężarówki na szyicki meczet w Bagdadzie.
  - Cheikh Hadjibou Soumaré został premierem Senegalu.
- 2010 – W Sztokholmie odbył się ślub szwedzkiej następczyni tronu księżnej Wiktorii z Danielem Westlingiem.
- 2013 – W ataku na siedzibę ONZ w stolicy Somalii Mogadiszu zaginęły 22 osoby, a 20 zostało rannych.
- 2014:
  - Król Hiszpanii Jan Karol I abdykował na rzecz swego syna Filipa VI.
  - Na górze Cerro Armazones leżącej w centralnej części pustyni Atakama w Chile rozpoczęto budowę największego na świecie Ekstremalnie Wielkiego Teleskopu Europejskiego (E-ELT), zaprojektowanego przez Europejskie Obserwatorium Południowe (ESO).
- 2016:
  - Na Krecie rozpoczął się Wielki i Święty Sobór Wszechprawosławny Kościoła Wschodniego.
  - W wyniku wywrócenia łodzi podczas burzy na jeziorze Siamoziero w Karelii utonęło 14 dzieci.
- 2018 – W swym pierwszym meczu grupowym podczas rozgrywanych w Rosji XXI Mistrzostw Świata w Piłce Nożnej Polska przegrała w Moskwie z Senegalem 1:2.
- 2022 – Gustavo Petro wygrał w drugiej turze wybory prezydenckie w Kolumbii.

## Eksploracja kosmosu
- 1963:
  - Po trzydniowej misji na statku Wostok 6 powróciła na Ziemię pierwsza kosmonautka Walentina Tierieszkowa.
  - Radziecka sonda Mars 1 zbliżyła się do Marsa na odległość 193 tys. km, po czym weszła na orbitę okołosłoneczną.
- 1970 – Zakończyła się załogowa misja kosmiczna Sojuz 9.
- 1976 – Amerykańska sonda kosmiczna Viking 1 weszła na silnie eliptyczną orbitę Marsa.

## Urodzili się
- 1373 – Francesco Foscari, doża Wenecji (zm. 1457)
- 1417 – Sigismondo Pandolfo Malatesta, włoski kondotier (zm. 1468)
- 1545 – Anna Maria Wazówna, księżniczka szwedzka, księżna Palatynatu-Valdenz (zm. 1610)
- 1551 – Domenico Ginnasi, włoski duchowny katolicki, arcybiskup Manfredonii, nuncjusz apostolski, kardynał (zm. 1639)
- 1566 – Jakub I Stuart, król Szkocji i Anglii (zm. 1625)
- 1623 – Blaise Pascal, francuski matematyk, fizyk, inżynier, wynalazca, filozof, teolog, literat (zm. 1662)
- 1633 – Philipp van Limborch, holenderski pastor, teolog protestancki, historyk inkwizycji (zm. 1712)
- 1665 – Antoni Baldinucci, włoski jezuita, błogosławiony (zm. 1717)
- 1666 – Paris Francesco Alghisi(inne języki), włoski kompozytor, organista (zm. 1733)[4][5]
- 1701 – François Rebel, francuski kompozytor (zm. 1775)[6]
- 1708 – Johann Gottlieb Janitsch, niemiecki kompozytor (zm. 1763)
- 1717 – Johann Stamitz, czesko-niemiecki kompozytor (zm. 1757)
- 1724 – Carlo Giuseppe Filippa della Martiniana, włoski duchowny katolicki, arcybiskup Vercelli, kardynał (zm. 1802)
- 1743 – Antonio Lamberto Rusconi, włoski duchowny katolicki, biskup Imoli, kardynał (zm. 1825)
- 1749 – Jean-Marie Collot d’Herbois, francuski polityk, rewolucjonista (zm. 1796)
- 1763 – Jan Chrzciciel Michał Pontus, francuski duchowny katolicki, męczennik, błogosławiony (zm. 1792)
- 1764:
  - José Gervasio Artigas, urugwajski generał, bohater narodowy (zm. 1850)
  - John Barrow, brytyjski geograf, podróżnik (zm. 1848)
- 1767 – Joseph-François Michaud, francuski historyk, dziennikarz, publicysta (zm. 1839)
- 1779 – Joseph Schuberth, niemiecki duchowny katolicki, biskup pomocniczy wrocławski (zm. 1835)
- 1781 – Samuel Józef Różycki, polski generał brygady, uczestnik powstania listopadowego, działacz emigracyjny (zm. 1834)
- 1782 – Hugues-Félicité-Robert de Lamennais, francuski filozof, publicysta (zm. 1854)
- 1783:
  - Friedrich Sertürner, niemiecki farmaceuta (zm. 1841)
  - Thomas Sully, amerykański malarz portrecista (zm. 1872)
- 1786 – Fiodor Glinka(inne języki), rosyjski poeta, publicysta (zm. 1880)[7]
- 1792 – Gustav Schwab, niemiecki pisarz, publicysta (zm. 1850)
- 1795 – James Braid, szkocki neurochirurg (zm. 1860)
- 1796 – John Bell, amerykański polityk (zm. 1869)
- 1801 – Stanisław Gieszkowski, polski drukarz, księgarz, wydawca (zm. 1851)
- 1805 – Anna Maria Adorni, włoska zakonnica, błogosławiona (zm. 1893)
- 1810 – Ferdinand David, niemiecki skrzypek, kompozytor, pedagog (zm. 1873)
- 1815 – Cornelius Krieghoff, kanadyjski malarz pochodzenia holenderskiego (zm. 1872)
- 1823 – William Harrell Felton, amerykański duchowny metodystyczny, lekarz, polityk (zm. 1909)
- 1828 – Mór Than, węgierski malarz (zm. 1899)
- 1831 – Franz Thamm, niemiecki szewc, rzeźbiarz (zm. 1902)
- 1834 – Charles Spurgeon, brytyjski kaznodzieja reformowanych baptystów, teolog, autor pieśni religijnych (zm. 1892)
- 1838 – Heinrich Schulz-Beuthen, niemiecki kompozytor, pedagog, krytyk muzyczny (zm. 1915)
- 1842 – Karl Zeller, austriacki kompozytor (zm. 1898)
- 1845 – Frederik Erhardt Winkel Horn, duński pisarz, literaturoznawca, archeolog (zm. 1898)
- 1848 – William Kilby Reynolds, kanadyjski prawnik, historyk, dziennikarz, polityk (zm. 1902)
- 1851 – Silvanus P. Thompson, brytyjski fizyk, inżynier elektryk, pedagog (zm. 1916)
- 1852:
  - Mikołaj (Nalimow), rosyjski biskup prawosławny (zm. 1914)
  - Georg Ruge, niemiecki anatom, wykładowca akademicki (zm. 1919)
- 1853 – Salwator Lilli, włoski franciszkanin, misjonarz, męczennik, błogosławiony (zm. 1895)
- 1854 – Alfredo Catalani, włoski kompozytor (zm. 1893)
- 1855 – Maria Teresa od św. Józefa, niemiecka zakonnica, błogosławiona (zm. 1938)
- 1859 – Heinrich Sohnrey, niemiecki pisarz, publicysta, nauczyciel, dziennikarz (zm. 1948)
- 1860:
  - Jadwiga Czaki, polska aktorka (zm. 1921)
  - Albert Liepe, niemiecki pisarz, publicysta (zm. ?)
- 1861:
  - Douglas Haig, brytyjski arystokrata, marszałek polny (zm. 1928)
  - José Rizal, filipiński lekarz, bohater narodowy (zm. 1896)
- 1862 – Edmund Grünhauser, austriacki kupiec, fotograf, drukarz, litograf (zm. 1940)
- 1863 – John Goodall, angielski piłkarz, krykiecista (zm. 1942)
- 1865 – May Whitty, brytyjska aktorka (zm. 1948)
- 1867 – Česlovas Sasnauskas, litewski kompozytor, organista (zm. 1916)
- 1868 – Heinrich Schenker, austriacki kompozytor, teoretyk muzyki, pedagog (zm. 1935)
- 1869:
  - Albert Michelet, francuski żeglarz sportowy (zm. 1928)
  - John Silén, fiński żeglarz sportowy (zm. 1949)
- 1870 – Willibald Nagel, niemiecki fizjolog, wykładowca akademicki (zm. 1911)
- 1871:
  - Fritz Hofmann, niemiecki lekkoatleta, gimnastyk (zm. 1927)
  - Alajos Szokolyi, węgierski lekkoatleta, sprinter pochodzenia słowackiego (zm. 1932)
- 1872 – Jan Bąkowski, polski malarz (zm. 1934)
- 1873 – Friedrich Huch, niemiecki prozaik, dramaturg (zm. 1913)
- 1874 – Michał de la Mora y de la Mora, meksykański duchowny katolicki, męczennik, święty (zm. 1927)
- 1877 – Charles Coburn, amerykański aktor (zm. 1961)
- 1880:
  - Jóhann Sigurjónsson, islandzki poeta, dramaturg (zm. 1919)
  - Karl Vernon, brytyjski wioślarz (zm. 1973)
- 1881:
  - František Gellner, czeski poeta, anarchista (zm. 1914)
  - Stasys Nastopka, litewski generał (zm. 1938)
- 1885 – Adela Pankhurst, brytyjsko-australijska sufrażystka, działaczka komunistyczna i nacjonalistyczna (zm. 1961)
- 1887 – Jan Hopliński, polski malarz (zm. 1974)
- 1889 – Enrico Celio, szwajcarski polityk, prezydent Szwajcarii (zm. 1980)
- 1890:
  - Hanns Breitenbach, niemiecki rzeźbiarz (zm. 1945)
  - Awraham Granot, izraelski prawnik, polityk (zm. 1969)
- 1891:
  - John Heartfield, niemiecki malarz, grafik (zm. 1968)
  - Anna Minkowska, polska historyk (zm. 1969)
- 1892 – Alojzy Wojtalewicz, polski urzędnik, działacz narodowy (zm. 1942)
- 1894 – Pola Lindfeldówna, polska rzeźbiarka, graficzka pochodzenia żydowskiego (zm. 1942)
- 1895 – Adrian Cole, australijski pilot wojskowy, as myśliwski, wicemarszałek lotnictwa (zm. 1966)
- 1896:
  - Erich Koch, niemiecki działacz i polityk nazistowski, zbrodniarz wojenny (zm. 1986)
  - Wallis Simpson, Amerykanka, kochanka króla Edwarda VII, a po jego abdykacji żona (zm. 1986)
- 1897 – Cyril Hinshelwood, brytyjski chemik, laureat Nagrody Nobla (zm. 1967)
- 1899 – György Piller, węgierski szablista, florecista (zm. 1960)
- 1900:
  - William W. Biddle, amerykański psycholog, socjolog (zm. 1973)
  - Zofia Łoś, polska właścicielka ziemska, działaczka samorządowa, gospodarcza i społeczna, dziennikarka, wydawczyni (zm. 1962)
  - Ștefan Voitec, rumuński dziennikarz, polityk komunistyczny (zm. 1984)
- 1901 – Joseph De Combe, belgijski piłkarz wodny, pływak (zm. 1965)
- 1902:
  - Guy Lombardo, kanadyjski skrzypek, kierownik orkiestry rozrywkowej (zm. 1977)
  - Antanas Trimakas, litewski prawnik, dyplomata (zm. 1964)
- 1903:
  - Michał Druri, polski farmaceuta, działacz turystyczny, uczestnik powstania warszawskiego (zm. 1987)
  - Lou Gehrig, amerykański baseballista (zm. 1941)
  - Hans Litten, niemiecki prawnik, adwokat, antynazista (zm. 1938)
- 1904:
  - Alexandre De Maria, brazylijski piłkarz (zm. 1968)
  - Balys Dvarionas, litewski kompozytor, pianista, dyrygent (zm. 1972)
- 1905:
  - Jan Dylik, polski geograf (zm. 1973)
  - Mildred Natwick, amerykańska aktorka (zm. 1994)
- 1906:
  - Ernst Boris Chain, brytyjski biochemik, laureat Nagrody Nobla pochodzenia żydowskiego (zm. 1979)
  - Stanisław Latwis, polski porucznik pilot, instruktor lotniczy, kompozytor (zm. 1935)
  - Grete Natzler, austriacka aktorka, sopranistka operowa (zm. 1999)
- 1907:
  - Czesław Błaszczak, polski szachista, działacz szachowy (zm. 1985)
  - Władimir Nikitin, radziecki polityk (zm. 1959)
- 1908:
  - Quentin Burdick, amerykański polityk, senator (zm. 1992)
  - Vladimír Syrovátka, czechosłowacki kajakarz, kanadyjkarz (zm. 1973)
- 1909:
  - Osamu Dazai, japoński pisarz (zm. 1948)
  - Robert Défossé, francuski piłkarz, bramkarz (zm. 1973)
  - Tadeusz Wittlin, polski pisarz, publicysta emigracyjny (zm. 1998)
- 1910:
  - Paul Flory, amerykański chemik, laureat Nagrody Nobla (zm. 1985)
  - William Haenszel – amerykański epidemiolog i statystyk (zm. 1998)
- 1911:
  - Dudley Shelton Senanayake, lankijski polityk, premier Sri Lanki (zm. 1973)
  - Stefan Seweryn Udziela, polski porucznik, działacz harcerski (zm. 1941)
- 1912 – Archie Butterworth, brytyjski kierowca wyścigowy, konstruktor silników, projektant pochodzenia irlandzkiego (zm. 2005)
- 1913:
  - Helene Madison, amerykańska pływaczka (zm. 1970)
  - Paweł Wróbel, polski malarz prymitywista (zm. 1984)
- 1914:
  - Stefan Duba-Dębski, polski tłumacz, felietonista, dziennikarz (zm. 1977)
  - Morgan Morgan-Giles, brytyjski admirał, polityk (zm. 2013)
  - Bror Rexed, szwedzki neurolog, neuroanatom (zm. 2002)
- 1915:
  - Pat Buttram, amerykański aktor (zm. 1994)
  - Alfred Läpple, niemiecki duchowny i teolog katolicki, wykładowca akademicki (zm. 2013)
  - Trofim Poplowkin, radziecki polityk (zm. 1977)
- 1916 – Karin Booth, amerykańska aktorka (zm. 2003)
- 1917:
  - Käthe Grasegger, niemiecka narciarka alpejska (zm. 2001)
  - Joshua Nkomo, zimbabweński polityk (zm. 1999)
- 1918 – Gunnel Vallquist, szwedzka pisarka, tłumaczka (zm. 2016)
- 1919:
  - Gérard Dionne, kanadyjski duchowny katolicki, biskup Edmundston (zm. 2020)
  - Pauline Kael(inne języki), amerykańska krytyk filmowa (zm. 2001)[potrzebny przypis]
  - Zofia Wardyńska-Wojewódzka, polska siatkarka, koszykarka (zm. 2010)
  - Stefan Wójtowicz, polski sierżant pilot (zm. 1940)
- 1920:
  - Jerzy Kraiński, polski podchorąży, marynarz, agent służb specjalnych (zm. 2012)
  - Antoinette Meyer, szwajcarska narciarka alpejska (zm. 2010)
  - Zbyněk Žalman, czechosłowacki polityk
- 1921:
  - Howell Heflin, amerykański polityk (zm. 2005)
  - Louis Jourdan, francuski aktor (zm. 2015)
- 1922:
  - Jacek Arlet, polski koszykarz (zm. 2011)
  - Aage Niels Bohr, duński fizyk, laureat Nagrody Nobla (zm. 2009)
  - Horace Herring, amerykański bokser (zm. 1999)
- 1923:
  - Július Korostelev, słowacki piłkarz, trener (zm. 2006)
  - Andrés Rodríguez, paragwajski generał, polityk, prezydent Paragwaju (zm. 1997)
  - Conrado Walter, niemiecki duchowny katolicki, pallotyn, misjonarz, biskup Jacarezinho (zm. 2018)
- 1924:
  - Wasil Bykau, białoruski pisarz, tłumacz (zm. 2003)
  - Korneliusz (Jakobs), estoński duchowny prawosławny, metropolita talliński i całej Estonii (zm. 2018)
  - Erkki Kataja, fiński lekkoatleta, tyczkarz (zm. 1969)
- 1925:
  - Stanisław Długosz, polski ekonomista, polityk (zm. 2019)
  - Roger Quilliot, francuski polityk (zm. 1998)
- 1926:
  - Juan Hohberg, urugwajski piłkarz, trener pochodzenia argentyńskiego (zm. 1996)
  - Frank Jæger, duński pisarz (zm. 1977)
  - Josef Nesvadba, czeski pisarz science fiction (zm. 2005)
  - Julio Pérez, urugwajski piłkarz (zm. 2002)
  - Tadeusz Zieliński, polski prawnik, polityk, rzecznik praw obywatelskich, minister pracy i polityki socjalnej (zm. 2003)
- 1927:
  - John Glenn Beall, amerykański polityk, senator (zm. 2006)
  - Bogusław Heczko, polski malarz (zm. 2018)
  - Henry Spira, amerykański obrońca praw zwierząt (zm. 1998)
- 1928:
  - Jacques Dupont, francuski kolarz szosowy i torowy (zm. 2019)
  - Blanka Kutyłowska, polska aktorka, spikerka radiowa, lektorka książek dla niewidomych (zm. 2013)
  - Nancy Marchand, amerykańska aktorka (zm. 2000)
  - Teresa Remiszewska, polska żeglarka, jachtowa kapitan żeglugi wielkiej, harcmistrzyni (zm. 2002)
- 1929:
  - Michał Białko, polski inżynier elektronik, profesor nauk technicznych (zm. 2020)
  - Wanda Bojeś, polska malarka, hafciarka, poetka (zm. 2007)
- 1930:
  - Wanda Andrzejewska, polska okulistka
  - Boris Parygin, rosyjski psycholog społeczny (zm. 2012)
  - Gena Rowlands, amerykańska aktorka (zm. 2024)
- 1931:
  - Czesław Białas, polski sztangista (zm. 1991)
  - Kiki Dimula, grecka poetka (zm. 2020)
  - Renata Grzegorczykowa, polska językoznawczyni
- 1932:
  - Willy Lust, holenderska lekkoatletka, skoczkini w dal
  - Marisa Pavan, włoska aktorka (zm. 2023)
  - Anna Maria Pierangeli, włoska aktorka (zm. 1971)
- 1933:
  - Otto Barić, chorwacki piłkarz, trener (zm. 2020)
  - Krystyna Meissner, polska reżyserka teatralna (zm. 2022)
  - Wiktor Pacajew, radziecki kosmonauta (zm. 1971)
  - Janusz Sidło, polski lekkoatleta, oszczepnik (zm. 1993)
- 1934:
  - Danish Jukniu, albański malarz (zm. 2003)
  - Gérard Latortue, haitański prawnik, polityk, minister spraw zagranicznych i premier Haiti (zm. 2023)
  - Rubén López Ardón, nikaraguański duchowny katolicki, biskup Esteli
  - Stefania Świerzy, polska gimnastyczka (zm. 2020)
- 1935:
  - Rodrigo Borja Cevallos, ekwadorski adwokat, polityk, prezydent Ekwadoru
  - Lechosław Herz, polski aktor, krajoznawca
  - Krzysztof Litwin, polski aktor, malarz, grafik (zm. 2000)
  - Stanisław Świerk, polski trener piłkarski (zm. 2004)
- 1936:
  - Michael Alexander, brytyjski szpadzista, dyplomata (zm. 2002)
  - Michel Guyard, francuski duchowny katolicki, biskup Le Havre (zm. 2021)
  - Anna Jakubiec-Puka, polska biolog, lekarka
  - Piotr Krupa, polski duchowny katolicki, biskup pomocniczy koszalińsko-kołobrzeski i pelpliński (zm. 2024)
  - Jesús Gervasio Pérez Rodríguez, hiszpański duchowny katolicki, arcybiskup Sucre w Boliwii (zm. 2021)
- 1937:
  - Ernesto Contreras, argentyński kolarz torowy i szosowy (zm. 2020)
  - André Glucksmann, francuski filozof, pisarz (zm. 2015)
  - Wiktor Miniejew, radziecki pięcioboista nowoczesny (zm. 2002)
  - Victor Peter, indyjski hokeista na trawie (zm. 1998)
  - Émile Viollat, francuski narciarz alpejski (zm. 2012)
  - Adam Wolski, polski malarz, rzeźbiarz, grafik, scenograf, marszand (zm. 2011)
- 1938:
  - Jerzy Bagrowicz, polski duchowny i teolog katolicki
  - Sandra Landy, brytyjska informatyk, brydżystka (zm. 2017)
- 1939:
  - Bernhard Gröschel, niemiecki językoznawca, slawista (zm. 2009)
  - John MacArthur, amerykański duchowny baptystyczny, kaznodzieja, pisarz (zm. 2025)
  - Wu Po-hsiung, tajwański polityk
- 1940:
  - Tor Røste Fossen, norweski piłkarz, bramkarz, trener
  - Gene V. Glass – amerykański statystyk
  - Ludmyła Kuczma, ukraińska była pierwsza dama
  - Kjell Schou-Andreassen, norweski piłkarz, trener (zm. 1997)
  - Paul Shane, brytyjski aktor (zm. 2013)
  - Marlene Warfield, amerykańska aktorka
- 1941:
  - Rubens Caetano, brazylijski piłkarz
  - Václav Klaus, czeski ekonomista, wykładowca akademicki, polityk, premier i prezydent Czech
  - Irina Petrescu, rumuńska aktorka (zm. 2013)
  - Wojciech Wierzewski, polski działacz polonijny, krytyk filmowy, literaturoznawca, publicysta, wykładowca akademicki (zm. 2008)
  - Ryszard Jacek Żochowski, polski lekarz, polityk, poseł na Sejm RP, minister zdrowia i opieki społecznej (zm. 1997)
- 1942:
  - Bernard Bosquier, francuski piłkarz
  - Bob Kasten, amerykański polityk, senator
  - Tanya Lopert, francuska aktorka
  - Vit Olmer, czeski reżyser filmowy, aktor
  - Georgi Sokołow, bułgarski piłkarz (zm. 2002)
- 1944:
  - Peter Bardens(inne języki), brytyjski muzyk, członek zespołu Camel (zm. 2002)[8]
  - Chico Buarque, brazylijski muzyk, pisarz
  - Ignacy Czeżyk, polski działacz państwowy, polityk
  - Eugeniusz Kulik, polski piłkarz (zm. 2019)
- 1945:
  - Radovan Karadžić, serbski psychiatra, poeta, polityk, prezydent Republiki Serbskiej Bośni i Hercegowiny
  - Regina Pawłowska, polska działaczka związkowa, polityk, poseł na Sejm RP (zm. 2014)
  - Aung San Suu Kyi, birmańska opozycjonistka, polityk, laureatka Pokojowej Nagrody Nobla
  - Natalja Sielezniowa, rosyjska aktorka
  - Magda Vidos, węgierska lekkoatletka, oszczepniczka (zm. 2024)
  - Tobias Wolff, amerykański pisarz pochodzenia żydowskiego
- 1946:
  - Stephen Coonts, amerykański pisarz
  - Frederik Kortlandt, holenderski językoznawca, wykładowca akademicki
- 1947:
  - Józef Błaszczeć, polski polityk, samorządowiec, polityk, poseł na Sejm RP
  - Paula Koivuniemi, fińska piosenkarka
  - Marian Michalik, polski malarz (zm. 1997)
  - Salman Rushdie, brytyjski prozaik, eseista pochodzenia indyjskiego
  - John Ralston Saul, kanadyjski filozof, ekonomista, pisarz
  - Edward Rzepka, polski prawnik, poseł na Sejm RP
  - Youn Yuh-jung, południowokoreańska aktorka
- 1948:
  - Luigi Bonazzi, włoski duchowny katolicki, arcybiskup, nuncjusz apostolski
  - Nick Drake, brytyjski piosenkarz, gitarzysta, autor tekstów (zm. 1974)
  - Zenobi (Korzinkin), rosyjski biskup prawosławny
  - José Enrique Pons Grau, hiszpański nauczyciel, polityk, eurodeputowany (zm. 2024)
  - Phylicia Rashad, amerykańska aktorka
  - Erik Schinegger, austriacki narciarz alpejski
- 1949:
  - Ryan Crocker, amerykański dyplomata
  - Lejb Fogelman, polsko-amerykański prawnik pochodzenia żydowskiego
  - Zbigniew Jaremski, polski lekkoatleta, sprinter (zm. 2011)
  - Anders Olsson, szwedzki pisarz
  - Hassan Shehata, egipski piłkarz, trener
  - Ewa Smal, polska montażystka filmowa
- 1950:
  - Alexander Gruszczynski, polsko-amerykański operator filmowy[potrzebny przypis]
  - Ray Lovelock, włoski aktor (zm. 2017)
  - Daria Nicolodi, włoska aktorka (zm. 2020)
  - Karmenu Vella, maltański inżynier, menedżer, polityk
- 1951:
  - Mieczysław Bieniek, polski generał
  - Ghafour Jahani, irański piłkarz
  - Reza Kianian, irański aktor, muzyk
  - Francesco Moser, włoski kolarz szosowy i torowy
  - Ajman az-Zawahiri, egipski chirurg, terrorysta, szef Al-Ka’idy (zm. 2022)
- 1952:
  - Bob Ainsworth, brytyjski polityk
  - Halina Rac, polska piłkarka ręczna
  - Wojciech Sady, polski filozof nauki, historyk idei
  - Angie Sage, brytyjska pisarka
  - Jan Zieliński, polski krytyk i historyk literatury, tłumacz, dyplomata
  - Cynthia Neale-Ishoy, kanadyjska jeźdźczyni sportowa
- 1953:
  - Larry Dunn(inne języki), amerykański muzyk, członek zespołu Earth, Wind and Fire[9]
  - Össur Skarphéðinsson, islandzki polityk
- 1954:
  - Jim Cooper, amerykański polityk, kongresman
  - Lou Pearlman, amerykański menedżer muzyczny pochodzenia żydowskiego (zm. 2016)
  - Kathleen Turner, amerykańska aktorka
- 1955:
  - Alojzij Cvikl, słoweński duchowny katolicki, arcybiskup Mariboru
  - Józef Częścik, polski pisarz, wydawca
  - Zygmunt Frankiewicz, polski samorządowiec i polityk
  - Władimir Myszkin, rosyjski hokeista, bramkarz, trener i działacz hokejowy
  - Éric Raoult, francuski samorządowiec, polityk, burmistrz Raincy, minister (zm. 2021)
  - Andrzej Rychlik, polski przedsiębiorca, polityk, poseł na Sejm RP
- 1956:
  - Jacek Ciecióra, polski rolnik, polityk, poseł na Sejm RP
  - Sergio Fajardo, kolumbijski polityk
  - Leon Kujawski, polski żużlowiec (zm. 2013)
- 1957:
  - Trent Franks, amerykański polityk
  - Marek Kostrzewa, polski piłkarz
  - Anna Lindh, szwedzka polityk (zm. 2003)
- 1958:
  - Magdalena Kołodziejczak, polska polityk i prawniczka, posłanka na Sejm RP
  - Siergiej Makarow, rosyjski hokeista
  - Trond Jøran Pedersen, norweski skoczek narciarski, trener
- 1959:
  - Anne Hidalgo, francuska polityk, mer Paryża
  - Mirosław Rzepkowski, polski strzelec sportowy
  - Christian Wulff, niemiecki polityk, prezydent Niemiec
- 1960:
  - Jerzy Czerwiński, polski fizyk, nauczyciel, polityk, poseł na Sejm i senator RP (zm. 2024)
  - Johnny Gray, amerykański lekkoatleta, średniodystansowiec
  - Kazuhito Sakae, japoński zapaśnik
- 1961 – Bidhya Devi Bhandari, nepalska polityk, prezydent Nepalu
- 1962:
  - Paula Abdul, amerykańska piosenkarka, tancerka, choreografka
  - Jude Célestin, haitański polityk
  - Marek Działoszyński, polski funkcjonariusz Policji, komendant główny
  - Christina Jordan, brytyjska polityk, eurodeputowana pochodzenia malezyjskiego
  - Masanao Sasaki, japoński piłkarz
- 1963:
  - Laura Ingraham, amerykańska dziennikarka
  - Floribeth Mora Diaz, kostarykańska prawniczka
  - Simon Wright, brytyjski perkusista, członek zespołu AC/DC
- 1964:
  - Matt Hyde, amerykański producent muzyczny, muzyk, kompozytor, inżynier dźwięku
  - Boris Johnson, brytyjski polityk, burmistrz Londynu, premier Wielkiej Brytanii
  - Franz-Josef Overbeck, niemiecki duchowny katolicki, biskup Essen
  - Kevin Schwantz, amerykański motocyklista wyścigowy
- 1965:
  - Sabine Braun, niemiecka lekkoatletka, wieloboistka
  - Sadie Frost, brytyjska aktorka, projektantka mody
  - Hilario González García, meksykański duchowny katolicki, biskup Linares
  - Andrew Lauer, amerykański aktor
  - Ronaldão, brazylijski piłkarz
- 1966:
  - Aranka Binder, serbska strzelczyni sportowa
  - Jōichi Itō, japoński przedsiębiorca
  - Linda Rocco, amerykańska piosenkarka
- 1967:
  - Bjørn Dæhlie, norweski biegacz narciarski
  - Anna Górecka, polska pianistka, pedagog
  - Paweł Grzegorczyk, polski wokalista, gitarzysta, członek zespołu Hunter
  - Chris Larkin, brytyjski aktor
  - Mia Sara, amerykańska aktorka, modelka
- 1968:
  - Paul Bravo, amerykański piłkarz, trener
  - Jud Buechler, amerykański koszykarz
  - Travis Mays, amerykański koszykarz, trener
  - Jewgienij Szewczuk, naddniestrzański polityk, prezydent Naddniestrza
- 1970:
  - Rahul Gandhi, indyjski polityk
  - Piotr Rowicki, polski piłkarz
  - Krzysztof Trebunia-Tutka, polski muzyk ludowy
  - Brian Welch, amerykański gitarzysta, wokalista, członek zespołu Korn
- 1971:
  - Jorge Almirón, argentyński piłkarz, trener
  - José Emilio Amavisca, hiszpański piłkarz
  - Jan Bzdawka, polski aktor
  - Jurij Gietikow, rosyjski piłkarz, trener
  - Małgorzata Lewińska, polska aktorka
  - Sławomir Rafałowicz, polski piłkarz, trener
  - Andrea Sartoretti, włoski siatkarz, trener
  - András Schiffer, węgierski prawnik, polityk
  - Behnam Seradż, irański piłkarz, trener
  - Alan van Sprang, kanadyjski aktor
- 1972:
  - Jean Dujardin, francuski aktor
  - Dagur B. Eggertsson, islandzki polityk, samorządowiec, burmistrz Reykjavíku
  - Ilja Markow, rosyjski lekkoatleta, chodziarz
  - Brian McBride, amerykański piłkarz
  - Peter Okhello, ugandyjski bokser
  - Robin Tunney, amerykańska aktorka
- 1973:
  - Mónica Ayos, argentyńska aktorka
  - Joseph Dosu, nigeryjski piłkarz, bramkarz
  - Han Yuwei, chiński zapaśnik
  - Elizeusz (Iwanow), ukraiński biskup prawosławny
  - Mark Meismer, amerykański tancerz, choreograf, aktor
  - Nâdiya, francuska piosenkarka pochodzenia algiersko-włoskiego
  - Matthias Strolz, austriacki przedsiębiorca, polityk
- 1974:
  - Piotr Jankowski, polski aktor
  - Agnès Pannier-Runacher, francuska polityk
  - Abdel Sattar Sabry, egipski piłkarz
  - Wellington Sánchez, ekwadorski piłkarz
- 1975:
  - Oksana Chusovitina, uzbecko-niemiecka gimnastyczka
  - Hugh Dancy, brytyjski aktor
  - Bert Grabsch, niemiecki kolarz szosowy
  - Bertold Kittel, polski dziennikarz śledczy
  - Grzegorz Małecki, polski aktor
  - Pedro Munitis, hiszpański piłkarz
  - Anthony Parker, amerykański koszykarz
  - Janet Zach, niemiecka lekkoatletka, tyczkarka
- 1976:
  - Ryan Hurst, amerykański aktor
  - Uładzimir Katkouski, białoruski informatyk, wikipedysta (zm. 2007)
  - Piotr Kmiecik, polski montażysta filmowy
  - Agnieszka Wiktorowska-Chmielewska, polska poetka, dramatopisarka
- 1977:
  - Maria Cioncan, rumuńska lekkoatletka, biegaczka średniodystansowa (zm. 2007)
  - Károly Potemkin, węgierski piłkarz
- 1978:
  - Marios Joannou Elia, cypryjsko-grecki kompozytor
  - Glennis Grace, holenderska piosenkarka
  - Magdalena Korczyńska, polska aktorka
  - Assefa Mezgebu, etiopski lekkoatleta, długodystansowiec
  - Dirk Nowitzki, niemiecki koszykarz
  - Zoe Saldaña, amerykańska aktorka pochodzenia dominikańskiego
- 1979:
  - Pete Aguilar, amerykański polityk, kongresman
  - Kléberson, brazylijski piłkarz
  - Rosa María Morató, hiszpańska lekkoatletka, biegaczka długosystansowa i przełajowa
- 1980:
  - Sanjay Ayre, jamajski lekkoatleta, sprinter
  - Emmanuel Delcour, francuski aktor
  - Arkadiusz Malarz, polski piłkarz, bramkarz
  - Robbie Neilson, szkocki piłkarz
  - Sean Rosenthal, amerykański siatkarz
  - Lauren Lee Smith, kanadyjska aktorka, modelka
- 1981:
  - Moss Burmester, nowozelandzki pływak
  - Nadia Centoni, włoska siatkarka
  - Valerio Cleri, włoski pływak
  - Mario Duplantier, francuski perkusista, członek zespołu Gojira
- 1982:
  - Aleksandr Frołow, rosyjski hokeista
  - Diana Munz, amerykańska pływaczka
  - Jekatierina Sytniak, rosyjska koszykarka
  - Chris Vermeulen, australijski motocyklista wyścigowy
- 1983:
  - Yūsuke Aoki, japoński rugbysta
  - Macklemore, amerykański raper
  - Tatjana Mihhailova-Saar, estońska piosenkarka, aktorka musicalowa
  - Milan Petržela, czeski piłkarz
  - Mark Selby, angielski snookerzysta
  - Aidan Turner, irlandzki aktor
- 1984:
  - Paul Dano, amerykański aktor
  - Luiz Felipe Fonteles, brazylijski siatkarz
  - Alija Iksanowa, rosyjska biegaczka narciarska
  - Julija Obertas, rosyjska łyżwiarka figurowa pochodzenia ukraińskiego
  - Kana Ōyama, japońska siatkarka
- 1985:
  - Abderahim Benkajjane, marokański piłkarz
  - Krzysztof Gonciarz, polski publicysta, recenzent gier komputerowych, podróżnik, vloger
  - Nataša Krsmanović, serbska siatkarka
  - Amélie de Montchalin, francuska polityk
  - Virág Németh, węgierska tenisistka
  - Christoph Nösig, austriacki narciarz alpejski
  - José Sosa, argentyński piłkarz
  - Dire Tune, etiopska lekkoatletka, biegaczka długodystansowa
- 1986:
  - Hanne De Haes, belgijska siatkarka
  - Marie Dorin-Habert, francuska biathlonistka
  - Sjoerd Huisman, holenderski łyżwiarz szybki (zm. 2013)
  - Erin Mackey, amerykańska aktorka i piosenkarka
  - Ragnar Sigurðsson, islandzki piłkarz
  - Nathalie Schneitter, szwajcarska kolarka górska
  - Marvin Williams, amerykański koszykarz
- 1987:
  - Mauricio Castillo, kostarykański piłkarz
  - AJ Gilbert, australijski rugbysta
  - Jekatierina Iluchina, rosyjska snowboardzistka
- 1988:
  - Devin Mesoraco, amerykański baseballista
  - Federico Pereyra, argentyński siatkarz
- 1989:
  - Tassadit Aïssou, algierska siatkarka
  - Abdelaziz Barrada, marokański piłkarz (zm. 2024)
  - Ögmundur Kristinsson, islandzki piłkarz, bramkarz
  - Juhani Ojala, fiński piłkarz
  - Alona Omielczenko, kazachska siatkarka
  - Will Payne, brytyjski aktor
- 1990:
  - Moa Hjelmer, szwedzka lekkoatletka, sprinterka
  - Henri Kontinen, fiński tenisista
  - Ksienija Łykina, rosyjska tenisistka
- 1991:
  - Maria Belimbasaki, grecka lekkoatletka, sprinterka
  - Luigi Carroccia, włoski pianista
  - Andrej Kramarić, chorwacki piłkarz
  - Gilberto Ramírez, meksykański bokser
  - Evelyne Tschopp, szwajcarska judoczka
  - Katrine Veje, duńska piłkarka ręczna
- 1992:
  - Carlos Ascues, peruwiański piłkarz pochodzenia wenezuelskiego
  - Paulina Piechnik, polska piłkarka ręczna
  - Marta Wawrzynkowska, polska piłkarka ręczna
- 1993:
  - Olajide Olatunji, brytyjski youtuber, raper, komik pochodzenia nigeryjskiego
  - Marina Riawkina, rosyjska koszykarka
- 1994:
  - Stiven Barreiro, kolumbijski piłkarz
  - Brittany Elmslie, australijska pływaczka
  - Mallory Franklin, brytyjska kajakarka górska
  - Derrick Nsibambi, ugandyjski piłkarz
  - Scarlxrd, brytyjski raper
  - Angelika Slamová, słowacka koszykarka
  - Nelson Soto, kolumbijski kolarz szosowy
- 1995:
  - Krzysztof Bieńkowski, polski siatkarz
  - Aleksandr Krasnych, rosyjski pływak
  - Blake Woodruff, amerykański aktor
- 1996:
  - Jeremiah Martin, amerykański koszykarz
  - Lorenzo Pellegrini, włoski piłkarz
- 1997:
  - Naomi Davenport, amerykańska koszykarka
  - Miran Kujundžić, serbski siatkarz
  - Sheyi Ojo, angielski piłkarz pochodzenia nigeryjskiego
  - Maria Żodzik, polska lekkoatletka, skoczkini wzwyż
- 1998:
  - Suzu Hirose, japońska aktorka
  - José Luis Rodríguez, panamski piłkarz
  - Atticus Shaffer, amerykański aktor
  - Wiktorija Zeynep Güneş, ukraińsko-turecka pływaczka
  - Ömer Yurtseven, turecko-uzbecki koszykarz
- 1999:
  - Iwan Balczenko, rosyjski łyżwiarz figurowy
  - Jordan Poole, amerykański koszykarz
  - Alondes Williams, amerykański koszykarz
- 2000:
  - Nandincecegijn Anudari, mongolska zapaśniczka
  - Tess Johnson, amerykańska narciarka dowolna
  - Vít Krejčí, czeski koszykarz
  - Günay Məmmədzadə, azerska szachistka
- 2001:
  - Daniił Ałdoszkin, rosyjski łyżwiarz szybki
  - William Hansson, szwedzki narciarz alpejski
  - Victoria Mayer, argentyńska siatkarka
- 2002:
  - Efraín Álvarez, meksykański piłkarz
  - Lee Joon-hwan, południowokoreański judoka
  - Bennedict Mathurin, kanadyjski koszykarz
  - Nuno Mendes, portugalski piłkarz
  - Tim Torn Teutenberg, niemiecki kolarz szosowy i torowy
- 2003 – Nilson Angulo, ekwadorski piłkarz
- 2004 – Razzak Bejszekejew, kirgiski zapaśnik

## Zmarli
- 626 – Umako Soga, japoński samuraj (ur. 551)
- 1027 – Romuald z Camaldoli, włoski opat, założyciel zakonu kamedułów, święty (ur. ok. 951)
- 1205 – Roman Halicki, książę Nowogrodu Wielkiego (ur. ?)
- 1341 – Juliana Falconieri, włoska zakonnica, święta (ur. ok. 1270)
- 1356 – Michalina Metelli, włoska zakonnica, błogosławiona (ur. ok. 1300)
- 1431 – Lingwen, książę litewski, książę Nowogrodu Wielkiego i Mścisławia, przejściowo Smoleńska i Krzyczewa (ur. 1355)
- 1434 – Aleksandra Olgierdówna, księżniczka litewska, księżna mazowiecka (ur. 1368–70)
- 1439 – Filibert z Coutances, francuski duchowny katolicki, biskup-nominat Amiens, biskup Coutances, legat papieski w Czechach (ur. ?)
- 1500 – Edmund Tudor, książę angielski (ur. 1499)
- 1517 – Luca Pacioli, włoski franciszkanin, wędrowny nauczyciel, matematyk (ur. 1445)
- 1541 – Jaakow ben Jehuda ha-Lewi Kopelman, lubelski rabin (ur. ?)
- 1542 – Leo Jud, szwajcarski teolog i reformator protestancki (ur. 1482)
- 1565 – Wolfgang Lazius, austriacki humanista, kartograf, historyk, lekarz (ur. 1514)
- 1573 – Tomasz Woodhouse, angielski duchowny katolicki, męczennik, błogosławiony (ur. ?)
- 1602 – Daniel Zierenberg, niemiecki polityk, burmistrz Gdańska (ur. 1547)
- 1607 – Hiob, rosyjski duchowny prawosławny, pierwszy patriarcha moskiewski i całej Rusi, święty (ur. ?)
- 1650 – Matthäus Merian, szwajcarski rytownik (ur. 1593)
- 1670 – Samuel Przypkowski, polski pisarz religijny i polityczny, działacz ariański (ur. ok. 1592)
- 1693 – Aleksander Załuski, polski szlachcic, polityk (ur. 1608)
- 1716 – Ietsugu Tokugawa, japoński siogun (ur. 1709)
- 1730 – Thomas Trevor, brytyjski arystokrata, prawnik, polityk (ur. 1658)
- 1747:
  - Nadir Szah Afszar, szach Persji (ur. 1688)
  - Alessandro Marcello, wenecki arystokrata, muzyk, poeta, filozof, matematyk (ur. 1673)
- 1762 – Johann Ernst Eberlin, niemiecki kompozytor (ur. 1702)
- 1778 – Francesca Cuzzoni, włoska śpiewaczka operowa (sopran) (ur. 1696)
- 1786 – Nathanael Greene, amerykański generał (ur. 1742)
- 1787:
  - John Brown, szkocki teolog (ur. 1722)
  - Zofia Helena Beatrycze Burbon, księżniczka francuska (ur. 1786)
- 1789 – Axel Gabriel Leijonhufvud, szwedzki baron, wojskowy, polityk (ur. 1717)
- 1794:
  - Marguerite Guadet, francuski polityk, rewolucjonista (ur. 1758)
  - Richard Henry Lee, amerykański prawnik, polityk (ur. 1732)
- 1795 – Michał Sienkiewicz, polski szlachcic, polityk (ur. 1725)
- 1808 – Alexander Dalrymple, szkocki kartograf, hydrograf (ur. 1737)
- 1810 – Richard Luke Concanen, irlandzki duchowny katolicki, dominikanin, pierwszy biskup Nowego Jorku (ur. 1747)
- 1811 – Samuel Chase, amerykański prawnik, polityk (ur. 1741)
- 1820 – Joseph Banks, brytyjski naturalista, botanik (ur. 1743)
- 1831 – Jean-François Xavier de Ménard, francuski generał (ur. 1756)
- 1835 – John-Étienne Chaponnière, szwajcarski rzeźbiarz (ur. 1801)
- 1837 – Aleksandr Bestużew, rosyjski prozaik, poeta, krytyk literacki (ur. 1797)
- 1840 – Pierre-Joseph Redouté, belgijski malarz, rysownik (ur. 1759)
- 1847 – Józef Kalasanty Dzieduszycki, polski ziemianin, bibliofil, kolekcjoner, działacz gospodarczy (ur. 1776)
- 1857 – Adolf Januszkiewicz, polski pisarz, podróżnik, uczestnik powstania listopadowego (ur. 1803)
- 1858 – Emil Huschke, niemiecki anatom, embriolog (ur. 1797)
- 1863 – Kazimierz Konrad Błaszczyński, polski pułkownik, uczestnik powstania styczniowego (ur. 1831)
- 1865 – Ewangelos Zapas, grecki major, przedsiębiorca, filantrop (ur. 1800)
- 1867:
  - Maksymilian I, cesarz Meksyku (ur. 1832)
  - Tomás Mejía, meksykański generał (ur. 1820)
  - Miguel Miramón, meksykański marszałek, polityk, prezydent Meksyku (ur. 1832)
- 1868 – Leopold August Leo, polski okulista pochodzenia żydowskiego (ur. 1794)
- 1874 – Ferdinand Stolička, czeski przyrodnik, zoolog, geolog, paleontolog (ur. 1838)
- 1883 – Heinrich Denzinger, niemiecki teolog katolicki (ur. 1819)
- 1884:
  - Johann Gustav Bernhard Droysen, niemiecki historyk (ur. 1808)
  - Napoleon Szuniewicz, polski oficer, uczestnik powstania listopadowego, działacz emigracyjny (ur. 1807)
- 1897 – Charles Boycott, brytyjski polityk (ur. 1832)
- 1900:
  - Modest Andlauer, francuski jezuita, misjonarz, męczennik, święty (ur. 1847)
  - Józefina Badeńska, księżna Hohenzollern-Sigmaringen (ur. 1813)
  - Remigiusz Isoré, francuski jezuita, misjonarz, męczennik, święty (ur. 1852)
- 1902:
  - John Acton, brytyjski historyk, polityk (ur. 1834)
  - Albert I Wettyn, król Saksonii (ur. 1828)
- 1903:
  - Dionizy Skarżyński, polski szlachcic, działacz niepodległościowy, uczestnik powstania styczniowego, zesłaniec (ur. 1820)
  - Herbert Vaughan, brytyjski duchowny katolicki, arcybiskup Westminster, prymas Wielkiej Brytanii, kardynał (ur. 1832)
- 1906 – Rudolf Okręt, polski kupiec, publicysta, księgarz, wydawca pochodzenia żydowskiego (ur. 1829)
- 1907 – Hugo Hartmann, niemiecki organista, nauczyciel muzyki, kompozytor (ur. 1862)
- 1909 – Fiodor Martens, rosyjski prawnik, dyplomata (ur. 1845)
- 1910:
  - Tytus Babczyński, polski matematyk, fizyk (ur. 1830)
  - Marcelina Kulikowska, polska dramatopisarka, poetka, feministka, nauczycielka, przyrodniczka, reportażystka (ur. 1872)
- 1914 – Brandon Thomas, brytyjski aktor, autor piosenek i sztuk scenicznych (ur. 1848)
- 1915 – Siergiej Taniejew, rosyjski kompozytor, pedagog (ur. 1856)
- 1918 – Francesco Baracca, włoski pilot wojskowy, as myśliwski (ur. 1888)
- 1919 – Petre P. Carp, rumuński krytyk literacki, polityk, premier Rumunii (ur. 1837)
- 1920 – Fətəli xan Xoyski, azerski polityk, premier Demokratycznej Republiki Azerbejdżanu (ur. 1875)
- 1923 – Bronisław Witecki, polski major żandarmerii (ur. 1889)
- 1925 – Konrad Bolesław Niedziałkowski, polski samorządowiec, polityk (ur. 1862)
- 1926 – Wołodymyr Oskiłko, ukraiński działacz społeczny i wojskowy, ataman armii Ukraińskiej Republiki Ludowej (ur. 1892)
- 1927:
  - Osmar Schindler, niemiecki malarz (ur. 1867)
  - Michaił Weltman, radziecki orientalista, publicysta, polityk (ur. 1871)
- 1928:
  - John Kronmiller, amerykański przedsiębiorca, polityk (ur. 1858)
  - Maria Wiik, fińska malarka (ur. 1853)
- 1931 – Jerzy Liebert, polski poeta (ur. 1904)
- 1933 – Jossele Rosenblatt, żydowski chazan, kompozytor (ur. 1882)
- 1934 – Max Pinkus, niemiecki przedsiębiorca, bibliofil, mecenas sztuki (ur. 1857)
- 1935 – Stanisław Eljasz-Radzikowski, polski lekarz, malarz, badacz Tatr i Podhala (ur. 1869)
- 1936 – William Hall-Jones, nowozelandzki polityk, premier Nowej Zelandii (ur. 1851)
- 1937 – J.M. Barrie, szkocki pisarz (ur. 1860)
- 1938 – Pieter Waller, holenderski strzelec sportowy, filatelista (ur. 1869)
- 1939 – (lub 18 czerwca) Teresa Perl, polska socjalistka, działaczka społeczna pochodzenia żydowskiego (ur. 1871)
- 1940:
  - Pete Henderson, kanadyjski kierowca wyścigowy (ur. 1895)
  - Attilio Marinoni, włoski kierowca wyścigowy (ur. 1892)
  - Aleksander Maria Szeptycki, polski ziemianin (ur. 1866)
  - Fritz Weitzel, niemiecki SS-Obergruppenführer (ur. 1894)
- 1942:
  - Ahmad II, bej Tunisu (ur. 1862)
  - Alois Eliáš, czechosłowacki generał, polityk, premier rządu Protektoratu Czech i Moraw (ur. 1890)
  - Frank Irons, amerykański lekkoatleta, skoczek w dal (ur. 1886)
  - Klemens Kaczorowski, polski rolnik, samorządowiec, polityk, poseł na Sejm RP (ur. 1887)
  - Stanisław Wideł, polski major piechoty (ur. 1896)
  - Stefan Wyspiański, polski pułkownik piechoty (ur. 1892)
  - Teófilo Yldefonso, filipiński pływak (ur. 1902)
- 1943:
  - Bronisław Hieronim Gładysz, polski duchowny katolicki, uczestnik konspiracji antyhitlerowskiej (ur. 1892)
  - Jan Piekałkiewicz, polski ekonomista, wykładowca akademicki, działacz ruchu ludowego, polityk, delegat Rządu na Kraj (ur. 1892)
- 1944 – Gottfried Schwarz, niemiecki funkcjonariusz i zbrodniarz nazistowski (ur. 1913)
- 1945:
  - Seweryn Czetwertyński, polski ziemianin, działacz społeczny i gospodarczy, polityk, wicemarszałek Sejmu RP (ur. 1873)
  - Stefan Mazurkiewicz, polski matematyk, wykładowca akademicki (ur. 1888)
- 1946 – Theodor Wulf, niemiecki jezuita, fizyk (ur. 1868)
- 1947 – Kōsō Abe, japoński wiceadmirał, zbrodniarz wojenny (ur. 1892)
- 1949 – Vladimir Nazor, chorwacki pisarz, tłumacz (ur. 1876)
- 1951:
  - François Fratellini, francuski artysta cyrkowy, klown, akrobata i jeździec (ur. 1879)
  - Józef Hecht, polski grafik pochodzenia żydowskiego (ur. 1891)
  - Bertel Juslén, fiński żeglarz sportowy (ur. 1880)
  - Angelos Sikelianos, grecki poeta, dramaturg (ur. 1884)
- 1952 – Tadeusz Bolesław Łodziński, polski pułkownik artylerii (ur. 1883)
- 1953:
  - Reidar Holter, norweski wioślarz (ur. 1892)
  - Ethel Rosenberg, amerykańska komunistka pochodzenia żydowskiego, szpieg radziecki (ur. 1915)
  - Julius Rosenberg, amerykański komunista pochodzenia żydowskiego, szpieg radziecki (ur. 1918)
  - Norman Ross, amerykański pływak (ur. 1896)
- 1955 – Romuald Jałbrzykowski, polski duchowny katolicki, biskup białostocki (ur. 1876)
- 1956 – Władimir Obruczew, radziecki geolog, geograf (ur. 1863)
- 1958 – Daniel Baud-Bovy, szwajcarski, pisarz, poeta, publicysta, krytyk i historyk sztuki (ur. 1870)
- 1960:
  - Chris Bristow, brytyjski kierowca wyścigowy (ur. 1937)
  - Jimmy Bryan, amerykański kierowca wyścigowy (ur. 1926)
  - Alan Stacey, brytyjski kierowca wyścigowy (ur. 1933)
- 1961:
  - Elena Aiello, włoska zakonnica, mistyczka, błogosławiona (ur. 1895)
  - Gustav Schädler, liechtensztajński polityk, premier Liechtensteinu (ur. 1883)
- 1962:
  - Jan Adamus, polski historyk (ur. 1896)
  - Frank Borzage, amerykański aktor, reżyser i producent filmowy (ur. 1893)
- 1964:
  - Antoni Kolczyński, polski bokser (ur. 1917)
  - Hans Moser, austriacki aktor (ur. 1880)
- 1965:
  - James Collip, kanadyjski biochemik, fizjolog (ur. 1892)
  - Franz Kruckenberg, niemiecki inżynier, konstruktor (ur. 1882)
- 1966
  - Ed Wynn, amerykański aktor (ur. 1886)
- 1969 – Natalie Talmadge, amerykańska aktorka (ur. 1896)
- 1970 – Konstanty Grzybowski, polski prawnik, historyk prawa (ur. 1901)
- 1971 – Stanisław Repeta, polski rzeźbiarz, medalier (ur. 1906)
- 1974 – Friedrich-Wilhelm Krummacher, niemiecki teolog, a od 1955 do 1972 roku biskup Pomorskiego Kościoła Ewangelickiego (ur. 1901)
- 1975 – Sam Giancana, amerykański boss mafijny pochodzenia włoskiego (ur. 1908)
- 1976 – Günther Grundmann, niemiecki malarz, historyk sztuki, konserwator zabytków (ur. 1892)
- 1977:
  - Olave Baden-Powell, brytyjska współzałożycielka żeńskiego skautingu (ur. 1889)
  - Geraldine Brooks, amerykańska aktorka (ur. 1925)
  - Leszek Lorek, polski twórca filmów animowanych (ur. 1922)
  - Ali Szari’ati, irański filozof, rewolucjonista, socjolog, teolog (ur. 1933)
- 1978:
  - Ipojucan, brazylijski piłkarz (ur. 1926)
  - Lancelot Royle, brytyjski lekkoatleta, sprinter, przedsiębiorca (ur. 1898)
- 1981 – Jerzy Adam Brandhuber, polski malarz (ur. 1897)
- 1982:
  - Stanisław Mayer, polski major dyplomowany artylerii (ur. 1899)
  - Lidia Zamkow, polska aktorka, reżyserka teatralna (ur. 1918)
- 1983 – Sidney Weintraub, amerykański ekonomista (ur. 1914)
- 1984 – Lee Krasner, amerykańska malarka (ur. 1908)
- 1986:
  - Len Bias, amerykański koszykarz (ur. 1963)
  - Coluche, francuski aktor (ur. 1944)
  - Eleonora Słobodnikowa, polska tłumaczka (ur. 1901)
- 1988:
  - Jadwiga Hryniewiecka, polska tancerka, choreografka, pedagog (ur. 1903)
  - Marie Logoreci, albańska aktorka, wokalistka (ur. 1920)
  - Giuseppe Saragat, włoski polityk, prezydent Włoch (ur. 1898)
  - Aały Tokombajew, kirgiski pisarz (ur. 1904)
- 1989 – Andriej Prokofjew, radziecki lekkoatleta, płotkarz i sprinter (ur. 1959)
- 1991 – Jean Arthur, amerykańska aktorka (ur. 1900)
- 1992:
  - Kitty McKane, brytyjska tenisistka (ur. 1896)
  - Stephan Waser, szwajcarski bobsleista (ur. 1920)
- 1993 – William Golding, brytyjski prozaik, poeta, laureat Nagrody Nobla (ur. 1911)
- 1994 – Tadeusz Kondrat, polski aktor (ur. 1908)
- 1995:
  - Józef Arkusz, polski reżyser filmów oświatowych (ur. 1921)
  - Maria Wiłkomirska, polska pianistka (ur. 1904)
- 1996 – Edvin Wide, szwedzki lekkoatleta, średnio- i długodystansowiec (ur. 1896)
- 1997:
  - Bobby Helms, amerykański piosenkarz (ur. 1933)
  - Stanisław Michałek, polski dyrygent, kompozytor (ur. 1925)
- 1998 – Elio Ragni, włoski lekkoatleta, sprinter (ur. 1910)
- 1999:
  - Kamal ad-Din Husajn, egipski wojskowy, polityk (ur. 1921)
  - Mario Soldati, włoski scenarzysta i reżyser filmowy, pisarz, dziennikarz (ur. 1906)
- 2000:
  - Jan Nawrocki, polski szermierz, działacz sportowy (ur. 1913)
  - Noboru Takeshita, japoński polityk, premier Japonii (ur. 1924)
- 2001 – Jerry Cornes, brytyjski lekkoatleta, średniodystansowiec (ur. 1910)
- 2004 – Jadwiga Abisiak, polska siatkarka (ur. 1934)
- 2005 – Aleksiej Kisielow, radziecki bokser (ur. 1938)
- 2006 – Marek Górnisiewicz, polski rysownik komiksów (ur. 1959)
- 2007:
  - Antonio Aguilar, meksykański pisarz, piosenkarz, aktor, reżyser filmowy (ur. 1919)
  - Victorio Cieslinskas, urugwajski koszykarz pochodzenia litewskiego (ur. 1922)
  - Hank Medress, amerykański piosenkarz, producent muzyczny (ur. 1938)
- 2008:
  - Tim Carter, angielski piłkarz, bramkarz (ur. 1967)
  - Joanna Ładyńska, polska aktorka (ur. 1956)
  - Bennie Swain, amerykański koszykarz (ur. 1933)
- 2009:
  - Alberto Andrade, peruwiański polityk, alkad Limy (ur. 1943)
  - Giovanni Arrighi, włoski ekonomista, socjolog (ur. 1937)
  - Wacław Paleta, polski koszykarz, działacz klubowy (ur. 1939)
- 2010:
  - Manute Bol, sudański koszykarz (data urodzenia nieznana)
  - Tadeusz Gospodarek, polski socjolog, pedagog (ur. 1924)
- 2011:
  - Don Diamond, amerykański aktor (ur. 1921)
  - Eugeniusz Grochal, polski kolejarz, związkowiec, polityk, honorowy prezes Polskiego Związku Wędkarskiego (ur. 1920)
- 2012:
  - Romuald Drobaczyński, polski reżyser dubbingowy i filmowy (ur. 1930)
  - Richard Lynch, amerykański aktor (ur. 1940)
  - Veikko Männikkö, fiński zapaśnik (ur. 1921)
  - Norbert Tiemann, amerykański polityk (ur. 1924)
- 2013:
  - Vince Flynn, amerykański pisarz (ur. 1966)
  - James Gandolfini, amerykański aktor (ur. 1961)
  - Gyula Horn, węgierski polityk, premier Węgier (ur. 1932)
  - Marek Arpad Kowalski, polski etnograf, publicysta, dziennikarz, krytyk literacki, pisarz (ur. 1942)
  - Maciej Malicki, polski prozaik, poeta (ur. 1945)
- 2014:
  - Gerry Goffin, amerykański autor tekstów piosenek (ur. 1939)
  - Daniel Nazareth, indyjski kompozytor, dyrygent (ur. 1948)
  - Ibrahim Touré, iworyjski piłkarz (ur. 1985)
- 2015:
  - Ferdynand Motas, polski polityk, samorządowiec, prezydent Tczewa (ur. 1942)
  - Witold Roter, polski matematyk, wykładowca akademicki (ur. 1932)
  - Ryszard Szuster, polski generał brygady MO (ur. 1926)
- 2016:
  - Götz George, niemiecki aktor, producent filmowy (ur. 1938)
  - Anton Yelchin, amerykański aktor pochodzenia rosyjskiego (ur. 1989)
- 2017:
  - Ivan Dias, indyjski duchowny katolicki, arcybiskup Bombaju, kardynał (ur. 1936)
  - Zoltan Sarosy, kanadyjski szachista pochodzenia węgierskiego (ur. 1906)
  - Otto Warmbier, amerykański student więziony w Korei Północnej (ur. 1994)
- 2018:
  - Stanley Cavell, amerykański filozof (ur. 1926)
  - Iwan Dracz, ukraiński poeta, polityk (ur. 1936)
  - Elżbieta, duńska księżniczka (ur. 1935)
  - Sergio Gonella, włoski sędzia piłkarski (ur. 1933)
  - Bill Kenville, amerykański koszykarz (ur. 1930)
  - Paul John Marx, francuski duchowny katolicki, misjonarz Najświętszego Serca Jezusowego, koadiutor i biskup Keremy (ur. 1935)
- 2019:
  - Dmytro Tymczuk, ukraiński podpułkownik, dziennikarz, aktywista społeczny, bloger (ur. 1972)
  - Leonid Zamiatin, rosyjski polityk, dyplomata (ur. 1922)
- 2020:
  - Ian Holm, brytyjski aktor (ur. 1931)
  - Carlos Ruiz Zafón, hiszpański pisarz (ur. 1964)
- 2021:
  - Freimut Börngen, niemiecki astronom (ur. 1930)
  - Kazimierz Marszał, polski prawnik, karnista, wykładowca akademicki (ur. 1931)
  - Juan Alberto Merlos, argentyński kolarz szosowy i torowy (ur. 1945)
  - Andrzej Szumakowicz, polski socjolog, wykładowca akademicki (ur. 1948)
- 2022:
  - Giennadij Burbulis, rosyjski polityk (ur. 1945)
  - Kazimierz Obsadny, polski przedsiębiorca, działacz opozycji antykomunistycznej, samorządowiec, polityk (ur. 1948)
- 2023:
  - Maria Bojarska, polska pisarka, teatrolog, krytyk i historyk teatralna (ur. 1953)
  - Jim McCourt, irlandzki bokser (ur. 1944)
  - Bolesław Robakowski, polski działacz samorządowy, prezydent Sopotu (ur. 1922)
- 2024:
  - Halina Bortnowska, polska filozof, teolog, publicystka (ur. 1931)
  - Stefano Malinverni, włoski lekkoatleta, sprinter (ur. 1959)
  - José Ángel Rovai, argentyński duchowny katolicki, biskup Villa María (ur. 1936)
- 2025:
  - Jack Betts, amerykański aktor (ur. 1929)
  - André Fanton, francuski prawnik, polityk, eurodeputowany (ur. 1928)
  - Rolf Hilgenfeld, norweski biochemik, wykładowca akademicki (ur. 1954)
  - Ján Ľupták, słowacki polityk, wicemarszałek Rady Narodowej (ur. 1946)